# 拉保弗
拉保弗，是匈牙利托尔瑙州所辖的一个村，总面积9.31平方公里，总人口157，人口密度16.9人/平方公里（2010年1月1日）。